# アーネット・コブ

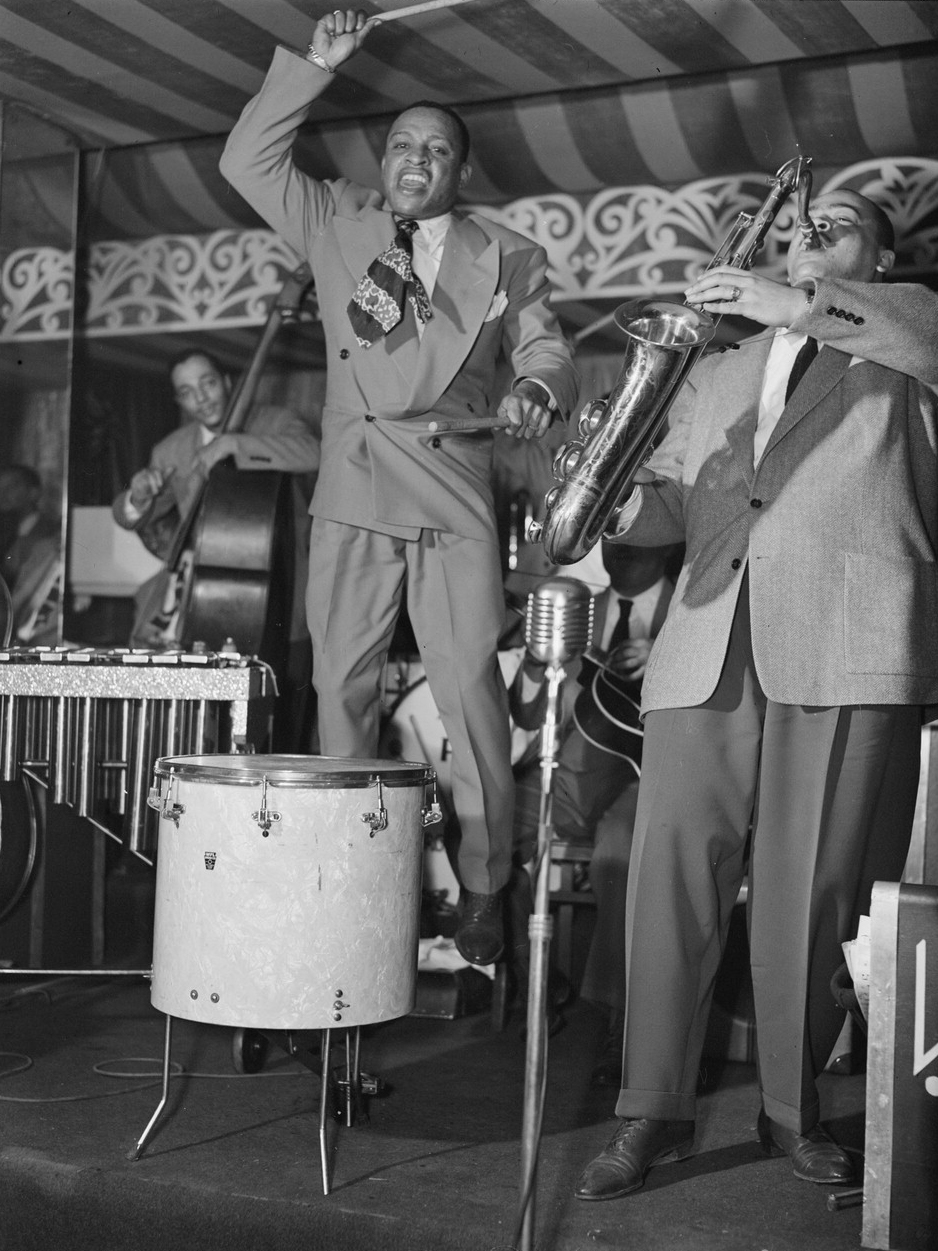
コブ（右）とライオネル・ハンプトン c. June 1946
写真: ウィリアム・ゴットリーブ

アーネット・コブ（Arnett Cobb、1918年8月10日 - 1989年3月24日）は、アメリカのテナー・サックス奏者であり、抑制のきかないストンピング・スタイルから「テナー・サックスのワイルド・マン」として知られてもいた。コブはジャズ・スタンダード「Smooth Sailing」(1951年)の歌詞と音楽を書き、エラ・フィッツジェラルドはこれをデッカからのアルバム『ララバイズ・オブ・バードランド』に収録した。

## 略歴
テキサス州ヒューストンで生まれ、祖母からピアノを習い、高校のバンドでテナー・サックスを始める以前にはヴァイオリンを学んでいた。15歳のときにルイジアナでフランク・デイヴィスがバンドリーダーを務めるバンドに参加し、夏の間はヒューストンとルイジアナ各所でショーを行った。
コブは、1934年から1936年まではトランペッターのチェスター・ブーンのローカル・バンドで音楽活動を続け、1936年から1942年まではミルト・ラーキン (フロイド・レイとの西海岸での期間を含む) で音楽活動を続けた。ラーキン・バンドにおける彼のバンドメイトの中には、イリノイ・ジャケー、エディ・"クリーンヘッド"・ヴィンソン、トム・アルチア、セドリック・ヘイウッド、ワイルド・ビル・デイヴィスがいた。1939年にカウント・ベイシーからのオファーを断ったコブは、1942年にライオネル・ハンプトンのバンドへジャケーと入れ代わりで加入し、1947年までハンプトンの元に留まった。ハンプトンのテーマ・ソングである「フライング・ホーム No. 2」におけるコブのフィーチャーされたソロは聴衆に多くの興奮を引き起こし、その爆発的なスタイルが、彼に「テナー・サックスのワイルド・マン」という呼び名を与えた。
その後、コブは自らが率いる7人編成のバンドを始めたが、1950年に深刻な病にかかり、脊椎手術が必要となった。回復するとバンドを再結成したが、1956年に再び自動車事故によってその成功の過程は中断された。この事故が彼の健康に長期的な影響を及ぼし、入院期間を含み、永久に松葉杖を必要とするようになってしまった。それにもかかわらず、コブは1970年代から1980年代にかけて、アメリカおよび海外でソリストとして活動した。1988年まで、ヨーロッパでジミー・ヒースやジョー・ヘンダーソンと共演した。
彼は、1989年に生まれ故郷のヒューストンにて70歳で亡くなった。

## ディスコグラフィ

### リーダー・アルバム
- Blow Arnett, Blow (1959年、Prestige) ※also released as Go Power!!!
- Smooth Sailing (1959年、Prestige)
- 『パーティー・タイム』 - Party Time (1959年、Prestige)
- 『ヴェリー・サクシー』 - Very Saxy (1959年、Prestige) ※with エディ・ロックジョウ・デイヴィス、コールマン・ホーキンス、バディ・テイト
- 『モア・パーティ・タイム』 - More Party Time (1960年、Prestige)
- Movin' Right Along (1960年、Prestige)
- 『シズリン』 - Sizzlin' (1960年、Prestige) ※with レッド・ガーランド
- Ballads by Cobb (1960年、Moodsville)
- 『アゲイン・ウィズ・ミルト・バックナー』 - Again with Milt Buckner (1973年、Black & Blue) ※with ミルト・バックナー、クラレンス・"ゲイトマウス"・ブラウン、マイケル・シルヴァ
- 『ジャンピン・アット・ザ・ウッドサイド』 - Jumpin' At The Woodside (1974年、Black & Blue)
- Arnett Cobb and Tiny Grimes Quintet, Live in Paris (1974年、Esoldun - INA)
- 『ザ・ワイルド・マン・フロム・テキサス』 - The Wild Man from Texas (1977年、Black & Blue) ※1974年-1976年録音
- 『コブ・イズ・バック』 - Arnett Cobb Is Back (1978年、Progressive)
- 『ライヴ・アット・サンディーズ』 - Live at Sandy's! (1978年、Muse)
- 『ライヴ・イン・フランス』 - Live In France (1980年、Black & Blue) ※with ギィ・ラフィット。『Tenor Abrupt』として再発
- 『ファンキー・バット』 - Funky Butt (1981年、Progressive)
- 『ライヴ』 - Arnett Cobb Live (1982年、Timeless) ※オランダでのライブ。日本盤『ボディ・アンド・ソウル』 - Body & Soulは同内容
- Keep on Pushin' (1984年、Bee Hive)
- Show Time (1987年、Fantasy) ※with ディジー・ガレスピー、ジュエル・ブラウン
- Tenor Tribute (1988年、Soul Note) ※with ジミー・ヒース、ジョー・ヘンダーソン
- Tenor Tribute, Volume 2 (1988年、Soul Note) ※with ジミー・ヒース、ジョー・ヘンダーソン
- 『チタリン・シャウト』 - Chittlin' Shout' (1988年、P-Vine) ※1971年録音
- 『アーネット・ブロウズ・フォー・1300』 - Arnett Blows for 1300 (1994年、Delmark) ※1947年録音 Apollo recordings時代のコンピレーション
- The Wild Man of the Tenor Sax, 1943-1947 (1999年、EPM Musique) ※コンピレーション。1943年-1947年録音
- The Chronological Arnett Cobb, 1946-1947 (1999年、Classics) ※コンピレーション。1946年-1947年録音

### 参加アルバム
ルース・ブラウン
- Ruth Brown (1957年、Atlantic)
- Miss Rhythm (1959年、Atlantic)

バディ・テイト
- Live at Sandy's (1980年、Muse) ※1978年録音

エディ・"クリーンヘッド"・ヴィンソン
- Live at Sandy's (1981年、Muse) ※1978年録音
- Hold It Right There! (1984年、Muse) ※1978年録音

ロザンナ・ヴィトロ
- Listen Here (1984年、Texas Rose)